# 성장 곡선

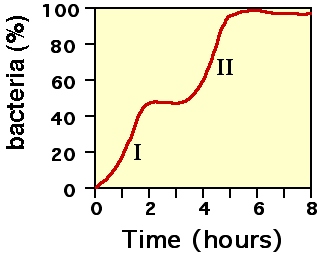

성장 곡선(成長曲線)은 시간이 지남에 따라 양이 발전하는 경험 모델이다. 개체 수나 바이오매스 등의 양에 대해 생물학에서 널리 사용된다.

## 개요
옥수수를 예로 들어, 씨앗이 싹이 터서 완전히 성장할 때까지의 과정을 살펴보자.
성장은 처음부터 끝까지 같은 속도로 진행되는 것이 아니라, 싹이 트기 시작할 무렵에는 천천히, 그 후에는 빠른 속도로 진행된다. 특히, 어떤 종류에서는 이 시기의 성장이 아주 빠른 속도로 진행되기도 한다. 예를 들어, 죽순은 흙에서 머리를 내는 것과 동시에 하루 동안 60cm나 자라며, 며칠 안에 우리 키보다 더 커지는 것도 있다. 또한 망태버섯이라는 종류는 1분간에 5mm가 자라기도 하며, 밀의 수술은 1분간에 2mm가 자라기도 한다.
이와 같이, 빠른 성장 시기가 잠시 계속된 뒤에는 속도가 점차 느려져 마침내 완전히 멎어버린다.
그러므로 성장 과정을 그래프에 나타내면 S자 곡선을 얻을 수 있는데, 이를 '성장 곡선'이라고 한다. 한편, 길이의 증가가 아닌 무게의 증가에 따른 성장 곡선도 같은 형태를 나타낸다.

## 같이 보기
- 곰퍼츠 함수